# 탐정팀 KZ 사건노트
탐정팀 KZ 사건노트(일본어: 探偵チームKZ事件ノート)은 후지모토 히토미(그림), 스미타키 료(글)에 의한 일본의 아동 문학이다. 『파랑새문고』(고단샤)의 2011년부터 연재되고 있으며, 2015년 10월부터 2016년 1월까지 NHK 교육 텔레비전에서 TV 애니메이션화되어 방영되었다.
스핀오프 작품 『탐정팀 G 사건노트(일본어: 妖精チームG事件ノート)』가 2014년부터 출판되고 있다.

## 주요 내용
학원 히데아키 세미나에 다니는 타치바나 아야는 학원 내에서도 추리의 엘리트 집단 「KZ(캇즈)」의 멤버와 같은 반이 된다. 처음에는 개성적인 회원들을 따라갈 수 없이 당황하고 있었지만, 어떤 사건에 조우하고 그 해결에 나설 속에서 나름의 정이 깊어지고 「탐정 팀 KZ」를 결성하다. 때에 부딪히는, 때에 서로 격려하면서도 각자의 장점을 활용, 다양한 사건 해결에 나선다.

## 등장인물
타치바나 아야 (立花 彩)
성우 : 타츠미 유이코
와카타케 카즈오미 (若武 和臣)
성우 : 사이토 소마
다카카즈 쿠로키 (黒木 貴和)
성우 : 테라시마 타쿠마
우에스기 카즈노리 (上杉 和典)
성우 : 니시야마 코타로
코즈카 카즈히로 (小塚 和彦)
성우 : 이치키 미츠히로
스나하라 카케루 (砂原 翔)
성우 : 카지 유우키